# (9550) Victorblanco
(9550) Victorblanco (1985 TY1) – planetoida z pasa głównego asteroid okrążająca Słońce w ciągu 4,3 lat w średniej odległości 2,64 j.a. Odkryta 15 października 1985 roku.